# Jim McGovern
Pour les articles homonymes, voir McGovern.
James Patrick McGovern  dit Jim McGovern, né le 20 novembre 1959 à Worcester (Massachusetts), est un homme politique américain, représentant démocrate du Massachusetts à la Chambre des représentants des États-Unis depuis 1997.

## Biographie
Jim McGovern est originaire de Worcester dans le Massachusetts. Après une maîtrise en administration publique de l'American University en 1981, il rejoint l'équipe du représentant démocrate Joe Moakley (en), pour qui il travaille jusqu'en 1996. Il effectue notamment 19 voyages au Salvador pour que Moakley obtienne des informations sur l'implication américaine dans la guerre civile que le département d'État refuse de lui communiquer.
En 1994, il se présente à la Chambre des représentants des États-Unis mais perd la primaire démocrate. Deux ans plus tard, il est le seul candidat lors de la primaire. Il est élu représentant du 3e district du Massachusetts avec 52,9 % des voix face au républicain sortant Peter Blute (en), qui était pourtant considéré comme le favori de l'élection,. Il est réélu avec 56,9 % des suffrages en 1998. De 2000 à 2016, il est réélu tous les deux ans avec plus de 98 % des voix, sans opposant républicain. Deux exceptions cependant : il bat le républicain Ronald Crews en 2004 (70,5 %) ainsi que le républicain Marty Lamb et l'indépendant Patrick Barron en 2010 (56,5 %). En 2018, 2020, 2022 et 2024, il est reconduit avec 65 % à 69 % des suffrages.

## Sanctions chinoises
Le 31 juillet 2024, la Chine impose des sanctions à Jim McGovern comprenant le gel de ses avoirs et propriétés en Chine, l'interdiction pour toute organisation ou individu en Chine d'effectuer des transactions ou de travailler avec lui, et le refus de lui délivrer, ainsi qu'à sa famille, des visas pour entrer dans le pays, l'accusant d'« interférer fréquemment » dans les affaires intérieures du pays et de porter atteinte à la souveraineté, à la sécurité et aux intérêts de développement de la Chine. McGovern qualifie ces sanctions d'« absurdes » et déclare qu'il les porterait « comme un signe d'honneur », écrivant sur X (anciennement Twitter) « Si les dirigeants (chinois) n'apprécient pas que les gens dénoncent leur horrible bilan en matière de droits de l'homme, peut-être devraient-ils améliorer leur horrible bilan en la matière. Ils peuvent commencer par mettre fin à l'oppression des Tibétains, à leur génocide au Xinjiang et à leur répression de la démocratie à Hong Kong. ».
McGovern est co-auteur de la loi « Resolve Tibet Act » que le président Joe Biden a signée le 12 juillet 2024, reconnaissant l'annexion armée du Tibet par la Chine au milieu du siècle dernier comme illégale au regard du droit international et imposant aux États-Unis de soutenir le droit du peuple tibétain à l'autodétermination dans ses efforts pour parvenir à un règlement négocié avec Pékin. Si l'annonce des sanctions ne mentionne pas cette loi, la Chine l'a condamnée par de nombreuses déclarations médiatiques, notamment des résolutions des organes législatifs et consultatifs politiques du centre et de la région autonome du Tibet, des remarques de porte-parole et des articles d'opinion critiques d'experts du Tibet employés par le gouvernement.